# Satisfaction (Benny Benassi)
«Satisfaction» (укр. «Задоволення») — пісня італійського діджея Бенні Бенассі. Випущена в Італії в червні 2002 року як перший сингл з альбому Hypnotica.
Вокал складається з двох синтезаторів мови, чоловічого і жіночого, які повторюють: «Push me and then just touch me 'til I can get my satisfaction» (укр. «штовхни мене, а потім просто торкайся мене, поки я не отримаю задоволення»). Трек Бенассі був дебютний синглом і одразу зайняв номер 2 у чартах Великої Британії.

## Музичні кліпи

### Рімейки
У 2008 році чоловіки з Віборгу, Данія зібралися разом, щоб зробити рімейк з чоловіками середнього віку. Він отримав деяку популярність в Данії і був висвітлений на ТБ.
На Міжнародний жіночий день в 2011 році, жіночі асоціації Бельгії випустили «Granny Remake» оригінального відео. Це було зроблено для підвищення обізнаності про гендерний розрив в оплаті праці.

## В музиці
- Ludacris використав «Satisfaction» у своїй пісні «Ultimate Satisfaction».
- Пісня «Touch Me» гурту Фло Ріда також використовує частини «Satisfaction».
- Готель Paradiso для дівчаток зразок пісні у своїх прямих введення.

## Ремікси
| #   | Title                                            | Length |
| --- | ------------------------------------------------ | ------ |
| 1.  | «Satisfaction (Radio Edit)»                      | 3:19   |
| 2.  | «Satisfaction (Short Edit/Video Edit)»           | 2:23   |
| 3.  | «Satisfaction (Isak Original)»                   | 6:39   |
| 4.  | «Satisfaction (Voltaxx Radio Edit)»              | 3:42   |
| 5.  | «Satisfaction (Greece Dub)»                      | 6:40   |
| 6.  | «Satisfaction (Robbie Rivera Remix)»             | 7:51   |
| 7.  | «Satisfaction (Steve Murano Remix)»              | 8:24   |
| 8.  | «Satisfaction (Voltaxx Remix)»                   | 5:43   |
| 9.  | «Satisfaction (DJ I.C.O.N. Remix)»               | 5:29   |
| 10. | «Satisfaction (B-Deep Remix)»                    | 6:28   |
| 11. | «Satisfaction (Isak Original Instrumental)»      | 6:39   |
| 12. | «Satisfaction (Greece Dub Instrumental)»         | 6:40   |
| 13. | «Satisfaction (Isak Original Edit)»              | 4:06   |
| 14. | «Satisfaction (Shifta Remix)»                    | 4:33   |
| 15. | «Satisfaction (Afrojack Remix)»                  | 4:31   |
| 16. | «Satisfaction (Dimitri Vegas & Like Mike Remix)» | 6:39   |
| 17. | «Satisfaction (RL Grime Remix)»                  | 4:19   |
| 18. | «Satisfaction (Razihel Remix)»                   | 3:45   |

## Трек-лист
| CD single 1. «Satisfaction» (Isak original edit) —4:06 2. «Satisfaction» (Isak original) —6:36 CD single 1. «Satisfaction» (Isak original edit) —3:58 2. «Satisfaction» (DJ Ruthless and Vorwerk mix) —6:04 3. «Satisfaction» (B. Deep remix) —6:27 4. «Satisfaction» (Isak original) —6:36 5. «Satisfaction» (a cappella)—6:15 CD maxi 1. «Satisfaction» (Mokkas radio) —3:54 2. «Satisfaction» (Voltaxx radio remix) —3:39 3. «Satisfaction» (Voltaxx extended remix) —5:39 4. «Satisfaction» (Isak original) —6:36 5. «Satisfaction» (Greece dub) —6:38 6. «Satisfaction» (B. Deep remix) —6:27 7. «Satisfaction» (DJ ICON remix) —5:29 | 12" maxi 1. «Satisfaction» (Isak original)—6:36 2. «Satisfaction» (DJ ICON remix)—5:29 3. «Satisfaction» (Voltaxx remix)—5:39 4. «Satisfaction» (Greece dub)—6:38 5. «Satisfaction» (B. Deep remix)—6:37 12" maxi — Remixes 1. "Satisfaction (Robbie Rivera remix)—6:14 2. "Satisfaction (surprise package) —8:28 |

### Чарти за рік
| Чарт (2003)                      | Место |
| -------------------------------- | ----- |
| Australian Singles Chart         | 81    |
| Belgian (Flanders) Singles Chart | 43    |
| Belgian (Wallonia) Singles Chart | 20    |
| Dutch Top 40                     | 83    |
| French Singles Chart             | 14    |

### Сертифікати
| Страна    | Сертификат | Дата           | Продано |
| --------- | ---------- | -------------- | ------- |
| Австралія | золотий    | 2003           | 35 000  |
| Бельгія   | золотий    | 4 октября 2003 | 20 000  |
| Франція   | золотий    | 24 ноября 2003 | 250 000 |
| США       | золотий    | 1 декабря 2009 | 500 000 |

## Історія випуску
| Країна                | Дата виходу    |
| --------------------- | -------------- |
| Італія                | 12 червня 2002 |
| Франція               | 13 січня 2003  |
| Німеччина             | 25 лютого 2003 |
| Сполучене Королівство | 14 липня 2003  |